# Wildenspring
Wildenspring är en ortsteil i staden Großbreitenbach i Ilm-Kreis i förbundslandet Thüringen i Tyskland. Wildenspring var en kommun fram till den 1 januari 2019 när den tillsammans med 7 andra kommuner bildade den nya kommunen Großbreitenbach. Kommunen hade 170 invånare 2018.